# Congedo parentale
Il congedo parentale è un periodo di astensione dal lavoro di un genitore. La legge disciplina i tempi e le modalità di astensione, che per alcuni periodi può essere retribuita. La sua funzione è quella di consentire la presenza del genitore accanto al bambino al fine di soddisfare i bisogni affettivi e relazionali del minore.
Nel diritto del lavoro italiano il congedo parentale è erede dei previgenti istituti dell'astensione obbligatoria e dell'astensione facoltativa.

## Nel mondo
L'Unione europea ha introdotto nel 1992 una direttiva sul congedo di maternità, un periodo di almeno 14 settimane pensato per proteggere la mamma e il neonato sia prima sia dopo il parto. Nel 2009 l'Ue ha introdotto una direttiva sul congedo parentale, che comprendeva anche il congedo di paternità. Il congedo di paternità è molto più breve di quello di maternità, e serve per dare ai padri la possibilità di accogliere il nuovo nato e di sostenere la madre. Il congedo parentale è un diritto individuale grazie al quale ciascun genitore può prendere un minimo di quattro mesi (anche non continuativi) da dedicare alla cura dei figli fino al compimento di una determinata età. La Direttiva sull'equilibrio tra attività professionale e vita familiare, proposta dalla Commissione europea nel 2017, stabilisce standard nuovi o più elevati per la durata e la retribuzione del congedo di paternità e del congedo parentale: si suggerisce agli stati membri, tra le altre cose, di adottare un minimo di 10 giorni di congedo di paternità obbligatorio.

### Italia
Il principio venne sancito dall'art. 37 della Costituzione della Repubblica Italiana prevede per essa “gli stessi diritti e, a parità di lavoro, le stesse retribuzioni che spettano al lavoratore”, sancendo parallelamente che “le condizioni di lavoro devono consentire l'adempimento della sua essenziale funzione familiare e assicurare alla madre e al bambino una speciale adeguata protezione”.
La prima normativa organica in materia è stata la legge 30 dicembre 1971, n. 1204 che prevedeva disposizioni solo per il congedo di maternità femminile. La legge sanciva il divieto di licenziamento delle lavoratrici dall'inizio del periodo di gestazione fino al termine del periodo di interdizione dal lavoro, nonché fino al compimento di un anno di età del bambino. La lavoratrice licenziata nel suddetto periodo, presentata entro novanta giorni idonea certificazione da cui risultasse l'esistenza delle condizioni che lo vietavano, aveva diritto di ottenere il ripristino del rapporto di lavoro. La legge 9 dicembre 1977 n. 903 estese con l'art. 6 l'astensione obbligatoria dal lavoro di cui all'art. 4, lett. c), della L. n. 1204/1971 (e il trattamento economico relativo), anche alle lavoratrici che abbiano adottato bambini, o che li abbiano ottenuti in affidamento preadottivo, dichiarando che possono avvalersi dei congedi, qualora il bambino non abbia superato al momento dell'adozione o dell'affidamento i sei anni di età.  a norma è stata successivamente modificata alla legge 8 marzo 2000, n. 53, che ha introdotto per la prima volta la fruizione del congedo parentale maschile. La materia è stata infine raccolta nel d.lgs. 26 marzo 2001, n. 151.
Il congedo di paternità ha una durata di 10 giorni di cui usufruire entro i 5 mesi dalla nascita del figlio.
Per quanto riguarda la maternità, la materia è disciplinata dal d.lgs. 151/2001, e anche dai CCNL di comparto possono prevedere apposite disposizione in materia. Il congedo di maternità consiste in un periodo di 5 mesi di astensione obbligatoria dal lavoro, di cui 2 da usufruire prima della data prevista per il parto e 3 successivamente al parto stesso. Tale termine può essere eventualmente posticipato di un mese in seguito al rilascio di due attestati, uno del medico curante aderente al Servizio Sanitario Nazionale e l'altro del medico competente ai fini della prevenzione e tutela della salute nei luoghi di lavoro, che appunto dichiarino che non vi è alcun rischio per la salute del feto e della madre. In questo caso chiaramente, il mese non goduto prima del parto potrà essere goduto dopo di esso.
Oltre a questo periodo di astensione obbligatoria di 5 mesi, è concessa alla lavoratrice di assentarsi dal lavoro, trascorso detto periodo, per altri sei mesi, entro il primo anno di vita del bambino, durante il quale le deve esser conservato il posto di lavoro (art. 7, co. 1 ), a cui si aggiungono i periodo di malattia del bambino di età inferiore a tre anni, dietro presentazione di certificato medico (art. 7, co. 2).
Il titolo II della medesima legge espone anche il trattamento economico, per il quale si statuisce, all'art. 15, co. 1, che le lavoratrici hanno diritto “ad un'indennità giornaliera pari all'80% della retribuzione per tutto il periodo di astensione obbligatoria dal lavoro stabilita dagli articoli 4 e 5 della presente legge”, e “ad un'indennità giornaliera del 30% della retribuzione per tutto il periodo di assenza facoltativa dal lavoro prevista dal primo comma dell'art. 7” della medesima legge. Si specificava inoltre all'art. 6 che “i periodo di astensione obbligatoria dal lavoro ai sensi degli articoli 4 e 5 della presente legge devono essere computati nell'anzianità di servizio a tutti gli effetti, compresi quelli relativi alla tredicesima mensilità o alla gratifica natalizia e alle ferie”.
L'art. 16 del d.lgs. n. 151/2001, che afferma il divieto di adibire al lavoro le donne:
a) durante i due mesi precedenti la data presunta del parto;
b) ove il parto avvenga oltre tale data, per il periodo intercorrente tra la data presunta e la data effettiva del parto;
c) durante i tre mesi dopo il parto;
È inoltre vietato far lavorare le donne in stato di gravidanza durante gli ulteriori giorni non goduti prima del parto, a causa di parto prematuro, fruiti in prolungamento del congedo di maternità dopo il parto.
Riguardo ai lavoratori del settore pubblico, la Presidenza del Consiglio dei ministri ha stabilito, con circolare prot. 8629 del 20 febbraio 2013 che l'applicabilità dell'art. 4 comma 24 lett. a) e b) della legge 28 giugno 2012 n. 92, è subordinata all'approvazione di apposita normativa su iniziativa del Ministro per la pubblica amministrazione e la semplificazione sancendo comunque l'applicabilità delle disposizioni di cui al d.lgs 151/2001 e dei CCNL di categoria.

## Dati statistici
Attualmente nell'Unione Europea tutti i paesi Ue garantiscono il diritto al congedo di paternità, con una durata media di 11 giorni. Spiccano la Spagna con 90 giorni al 100% dello stipendio, la Slovenia con 30 giorni al 90%, la Romania con 15 al 100% (purché il padre segua un corso sulla cura dei figli) e la Bulgaria con 15 giorni al 90%. Gli stati dei Balcani extra Ue sono lontani dagli standard europei: il congedo di paternità è quasi ovunque inferiore ai 7 giorni, e in alcuni casi non è nemmeno retribuito. In Italia i giorni di congedo per i neo-papà sono aumentati a 10 dal 2021.
Da uno studio di Eurofound in 23 su 28 paesi dell'Ue emerge che solo il 10% dei padri decide di prendere il permesso per assentarsi dal lavoro in occasione della nascita del proprio bambino, con uno spettro che va dallo 0,02% della Grecia al 44% della Svezia.  Per evitare che il congedo parentale venga utilizzato quasi esclusivamente della madri alcuni paesi prevedono che una parte sia non condivisa o non trasferibile. In Svezia ai genitori spettano 480 giorni di congedo, di cui almeno 60 riservati al padre e almeno 60 alla madre. In Slovenia, il padre e la madre hanno a disposizione 130 giorni di permesso ciascuno, pagati al 90%, e solo una parte è trasferibile.